# Ricaurte (ort i Colombia, Nariño, lat 1,18, long -77,96)
Ricaurte är en ort i Colombia.   Den ligger i departementet Nariño, i den sydvästra delen av landet, 600 km sydväst om huvudstaden Bogotá. Ricaurte ligger 1 306 meter över havet och antalet invånare är 2 617.
Terrängen runt Ricaurte är huvudsakligen kuperad, men österut är den bergig. Ricaurte ligger nere i en dal. Runt Ricaurte är det ganska glesbefolkat, med 27 invånare per kvadratkilometer. Ricaurte är det största samhället i trakten. I omgivningarna runt Ricaurte växer i huvudsak städsegrön lövskog.